# Nice 'n' Easy
| Críticas profissionais | Críticas profissionais |
| Avaliações da crítica  | Avaliações da crítica  |
| Fonte                  | Avaliação              |
| ---------------------- | ---------------------- |
| Allmusic               | [ 1 ]                  |

Nice 'n' Easy é um álbum do cantor e ator norte-americano Frank Sinatra, lançado em 1960 pela Capitol Records.
Em 1960, Nice 'n' Easy foi indicado para o Grammy Award nas categorias álbum do ano, Melhor Performance Vocal Masculino e Melhor Arranjo.

## Faixas
1. "Nice 'n' Easy" (Alan Bergman, Marilyn Bergman, Lew Spence) – 2:45
2. "That Old Feeling" (Lew Brown, Sammy Fain) – 3:33
3. "How Deep Is the Ocean?" (Irving Berlin) – 3:15
4. "I've Got a Crush on You" (George Gershwin, Ira Gershwin) – 2:16
5. "You Go to My Head" (J. Fred Coots, Haven Gillespie) – 4:28
6. "Fools Rush In (Where Angels Fear to Tread)" (Rube Bloom, Johnny Mercer) – 3:22
7. "Nevertheless" (Bert Kalmar, Harry Ruby) – 3:18
8. "She's Funny That Way" (Neil Moret, Richard A. Whiting) – 3:55
9. "Try a Little Tenderness" (Jimmy Campbell, Reginald Connelly, Harry M. Woods) – 3:22
10. "Embraceable You" (G. Gershwin, I. Gershwin) – 3:24
11. "Mam'selle" (Mack Gordon, Edmund Goulding) – 2:48
12. "Dream" (Mercer) – 2:57

Faixas bônus incluídas no relançamento em CD:
1. "The Nearness of You" (Hoagy Carmichael, Ned Washington) – 2:43
2. "Someone to Watch Over Me" (G. Gershwin, I. Gershwin) – 2:57
3. "Day In, Day Out" (Bloom, Mercer) – 3:07
4. "My One and Only Love" (Robert Mellin, Guy Wood) – 3:12

## Equipe técnica
- Frank Sinatra – vocais
- Nelson Riddle – arranjador, maestro